# Séverni (Petropávlovskoye, Kurgáninsk, Krasnodar)
Séverni (del ruso: Северный), es un posiólok del raión de Kurgáninsk del krai de Krasnodar, en Rusia. Está situado en la región entre las llanuras de Kubán-Priazov y las estribaciones septentrionales del Cáucaso, a orillas del arroyo Zelenchuk Pervi, tributario del Zelenchuk Vtorói, afluente del Kubán, 28 km al norte de Kurgáninsk y 121 km al este de Krasnodar. Tenía 1 016 habitantes en 2010
Pertenece al municipio Petropávlovskoye.